# سيرا بورانام
سيرا بورانام (بالتاميلية: சீறாப்புராணம்) هو عمل أدبي تاميلي من القرن السابع عشر كتبه الشاعر التاميل الروثري عمرو بولافار، الذي يروي حياة وتعاليم النبي محمد. يُعتبر مساهمة كبيرة في الأدب الإسلامي التاميلي، وهو معروف بتقديمه الشعري للموضوعات الدينية. يُعتبر هذا الكتاب أحد أقدم الأعمال الأدبية الإسلامية في التاميلية، حيث يُجسد التوليف بين التقاليد الأدبية التاميلية والإسلامية التي ميزت الأدب في جنوب الهند خلال العصور الوسطى.

## السياق التاريخي
أُلف كتاب سيرا بورانام في فترة تميزت بالتفاعل المتزايد بين ثقافات جنوب الهند والتأثيرات الإسلامية، إلى حد كبير من خلال التجارة والتبادل الثقافي. لقد أقامت ولاية تاميل نادو، بتاريخها الطويل في التجارة، علاقات مع العالم الفارسي، مما سهل نمو مجتمع المسلمين التاميليين. أدى هذا التبادل إلى ظهور الأدب الإسلامي التاميلي، والذي يعد كتاب سيرا بورانام مثالاً بارزًا عليه. قام عمر بولافار بتأليف هذا العمل بهدف توصيل مبادئ وتعاليم الإسلام بطريقة تتوافق مع المسلمين الناطقين باللغة التاميلية وتعزز التفاهم بين التاميل غير المسلمين.

## الأسلوب والبنية الأدبية
يتبع سيرا بورانام شكلًا شعريًا تاميليًا كلاسيكيًا يُعرف باسم فيروتام [الإنجليزية]، وهو مقياس يستخدم عادةً في الأدب التعبدي التاميلي. تم تنظيم النص في مقاطع متعددة، كل منها يصف الأحداث المهمة في حياة النبي محمد. تتناول أبيات القصيدة أحداثًا رئيسية في حياة محمد، مع موضوعات الإيمان والمرونة والنزاهة الأخلاقية. يتبع البناء النمط التاميلي الكلاسيكي، باستخدام لغة متقنة لجذب المسلمين الناطقين باللغة التاميلية والجمهور الأوسع المهتم بالأدب الديني. ويسلط النص الضوء أيضًا على معارك مهمة، مثل معركة بدر ومعركة أحد، ويصورها كلحظات من الدعم الإلهي والاختبار الأخلاقي. تركز الأقسام الأخيرة من العمل على إرث محمد، ورحلته الأخيرة، ووفاته، وتنتهي بتأملات حول تأثير تعاليمه. تتكون هذه الأغاني من الشكل الشعري التاميلي فيروتام، حيث تدمج العناصر السردية والغنائية لنقل التفاني الديني والتوجيه الأخلاقي.

## الأهمية الثقافية والدينية
تحتل سيرا بورانام مكانة فريدة داخل المجتمعات التاميلية المسلمة وكانت بمثابة وسيلة للتعليم الديني. ويتم قراءة النص في المساجد وفي التجمعات الدينية، وخاصة في المناسبات مثل المولد النبوي الشريف. كما يتم استخدامه كنص تعليمي في بعض المدارس الدينية في ولاية تاميل نادو لنقل المبادئ الإسلامية من خلال اللغة والشعر التاميلي.

## الإرث والتأثير
يتجاوز تأثير كتاب سيرا بورانام المسلمين التاميليين، حيث يتم الاعتراف به داخل الدوائر الأدبية التاميلي باعتباره عملاً كلاسيكيًا يساهم في تنوع التقاليد الأدبية التاميلي. ألهمت الملحمة الشعراء والكتاب المسلمين التاميليين [الإنجليزية] في وقت لاحق الذين اتبعوا نهج عمر بولافار في تكييف القصص الإسلامية للجمهور الناطق باللغة التاميلية. في العصر الحديث، قامت المنظمات الثقافية وحكومة ولاية تاميل نادو بالترويج لسيرا بورانام من خلال المهرجانات الأدبية وإعادة الطبع والترجمات، والحفاظ على إرثها للأجيال القادمة.

## طالع أيضًا
- الأدب التاميلي
- عمر بولافار
- الأدب الإسلامي

## روابط خارجية
- سيرا بورانام في جامعة التاميل الافتراضية
- النص الأصلي لسيرا بورانام في أرشيف الإنترنت